# Moise Dragoș
Moise Dragoș (n. 1 septembrie 1726, Turda, Monarhia Habsburgică – d. 16 aprilie 1787, Oradea, Monarhia Habsburgică) a fost primul episcop român unit al Eparhiei de Oradea Mare.
Episcopul Grigore Maior de la Blaj l-a hirotonit episcop pe Moise Dragoș la Oradea în data de 9 noiembrie 1777.
În data de 16 februarie 1781 împăratul Iosif al II-lea a înzestrat episcopia cu domeniul de la Beiuș, act care a deschis drumul ca Beiușul să devină un important centru de cultură. 